# Adam i Eva (1969.)
Adam i Eva je hrvatski televizijski film 1969. godine u produkciji Televizije Zagreb i Mozaik-filma, redatelja i scenarista Marija Fanellija. Film je adaptacija istoimene jednočinke Miroslava Krleže, koja je prvi put objavljena 1922. godine kao posljednja u nizu njegovih "legendi".
Svjetska premijera bila je prikazana 4. travnja 1969, u dvorani zagrebačkog filmskog podužeća Filmoteka 16, samo za novinare i odabrane goste. Televizijska premijera prikazana je 7. travnja na Televiziji Zagreb. Kasnije te godine film je također sinkroniziran na njemačkom jeziku i prikazan u tadašnjoj SR Njemačkoj.

## Radnja
Složeni odnos između muškarca i žene, koristeći biblijske arhetipove, Adama i Eve kako bi se produbile univerzalne teme ljubavi, sukoba i ljudske prirode. Kroz ekspresionistički pristup, Krleža isprepliće stvarnost i maštu, stvarajući alegoriju o međuljudskim odnosima.

## Glumačka postava
- Zvonimir Črnko kao Adam
- Ana Karić kao Eva
- Izet Hajdarhodžić kao kelner, gospodin u crnom / čovjek s lulom
- Božidarka Frajt kao žena
- Dragan Milivojević kao muškarac
- Jagoda Kaloper kao djevojka
- Vinko Viskić kao mladić
- Tito Strozzi kao general #1
- Sven Lasta kao general #2
- Zlatko Madunić kao fratar
- Hermina Pipinić kao gospođa u crnini
- Branka Strmac kao dama
- Lena Politeo kao dama koja plače
- Ivo Fici kao čovjek sa zagonetkom

## Produkcija i snimanje
Ovo je prva Krležina adaptacija njegovih djela, a zbog buduće očuvanosti i dugostrajnosti snimljena je na 35mm filmskoj vrpci. Snimanje se odvijalo od početka veljače do kraja ožujka 1969. godine u organizaciji zagrebačkog poduzeća Mozaik-film. U Splitu su snimljeni eksterijeri, dok u Zagrebu interijeri.

## Vanjske poveznice
- Adam i Eva u internetskoj bazi filmova IMDb-a